# Instituto Politécnico de Grenoble
El Instituto Politécnico de Grenoble o INP de Grenoble (en francés: Institut polytechnique de Grenoble) es un sistema universitario tecnológico francés formado por ocho escuelas de ingeniería y gestión.
El INP de Grenoble también cuenta con un programa de clases preparatorias de dos años, un departamento de educación para adultos, así como 21 laboratorios y una escuela de posgrado en Ciencias de la Ingeniería. Más de 1100 ingenieros se gradúan cada año en el INP de Grenoble, lo que lo convierte en la mayor grande école de Francia.
La mayor parte del INP de Grenoble se encuentra en Grenoble, excepto el ESISAR, que se encuentra en Valence.

## Historia
El INP de Grenoble nació en el entorno alpino. Se fundó oficialmente en 1900 con la creación del Instituto de Ingeniería Eléctrica. Los pioneros industriales de hace un siglo se dieron cuenta de que, tras dominar la energía hidráulica y crear las primeras aplicaciones industriales, también habían creado una necesidad de ingenieros bien formados.
El INP de Grenoble, el primero de su tipo en Francia, se convirtió en politécnico y creció continuamente en escala, convirtiéndose en el Instituto Politécnico Nacional (INPG) en 1971 con Louis Néel, Premio Nobel de Física como su primer presidente.
El INP de Grenoble contribuye actualmente al proyecto Minatec, uno de los mayores centros de investigación en nanociencias de Europa. Desde diciembre de 2014, el Instituto Tecnológico de Grenoble es miembro de la Comunidad Universitaria de Grenoble Alpes.
El Instituto Tecnológico de Grenoble ha recibido el título de «Universidad Europea» por parte de la Comisión Europea. Junto con otras 6 universidades técnicas europeas, el Instituto Tecnológico de Grenoble ha formado la alianza UNITE! (Red Universitaria para la Innovación, la Tecnología y la Ingeniería). El objetivo del proyecto es crear un campus transeuropeo, introducir planes de estudios transeuropeos, promover la cooperación científica entre los miembros y reforzar la transferencia de conocimientos entre los países. La alianza incluye la Technische Universität Darmstadt, la Universidad Aalto, el Royal Institute of Technology, la Universidad Politécnica de Turín, la Universidad Politécnica de Cataluña y la Universidad de Lisboa.

## Escuelas
- La École nationale supérieure de l'énergie, l'eau et l'environnement o Ense3 (Ciencias de la Energía, el Agua y el Medio Ambiente), fundada en 2008, creada a partir de la fusión de las antiguas escuelas ENSHMG y ENSIEG.
- La Ecole nationale supérieure d'informatique et de mathématiques appliquées de Grenoble o Ensimag, fundada en 1960: forma a los ingenieros para que dominen el diseño y la utilización de herramientas informáticas y matemáticas: Diseño VLSI y de ordenadores, ingeniería de software, telecomunicaciones y redes, aplicaciones y sistemas distribuidos, procesamiento y síntesis de imágenes, modelización de sistemas económicos y financieros, computación científica. El Departamento de Telecomunicaciones fundado por ENSIMAG y ENSERG en 1999 se ha fusionado con Ensimag.
- La École nationale supérieure en systèmes avancés et réseaux o Esisar, fundada en 1995, tiene su sede en Valence. La escuela forma a ingenieros para que dominen la tecnología de la información y la comunicación.
- La École nationale supérieure de génie industriel o Génie industriel, fundada en 1990, es el departamento de ingeniería industrial y de sistemas del instituto. Forma a ingenieros especializados en organización y gestión tecnológica. Génie industriel se creó a partir de la fusión de la ENSGI y la ENSHMG.
- La École internationale du papier, de la communication imprimée et des biomatériaux o Pagora, se fundó en 1907. Forma a ingenieros para las industrias del papel y las artes gráficas: química física y mecánica, ingeniería de procesos, producción y conversión del papel y técnicas de impresión.
- La École nationale supérieure de physique, électronique et matériaux o Phelma (Física, Física Aplicada, Electrónica y Ciencia de los Materiales), fundada en 2008, creada a partir de la fusión de las antiguas escuelas ENSPG, ENSEEG y ENSERG.
- La École polytechnique universitaire de l'Institut Polytechnique de Grenoble o Polytech Grenoble, fue fundada en 2002. La escuela ofrece varios cursos de campos tecnológicos modernos.
- El Institut d'administration des entreprises de Grenoble o Grenoble IAE, fue fundado en 1956. Es la escuela pública de gestión de la Universidad de Grenoble Alpes.[1]